# بيبا غرينوود
بيبا غرينوود (بالإنجليزية: Pippa Greenwood)‏ هي عالمة نبات وكاتبة تقنية بريطانية، ولدت في 1963.

## روابط خارجية
- بيبا غرينوود على موقع IMDb (الإنجليزية)